# Søndbjerg-Odby Sogn
Søndbjerg-Odby Sogn er et sogn i Struer Provsti (Viborg Stift).
I 1800-tallet var Odby Sogn anneks til Søndbjerg Sogn. Begge sogne hørte til Refs Herred i Thisted Amt. Søndbjerg-Odby sognekommune blev ved kommunalreformen i 1970 indlemmet i Thyholm Kommune, som ved strukturreformen i 2007 indgik i Struer Kommune.
I Søndbjerg-Odby Sogn ligger Søndbjerg Kirke og Odby Kirke.
Sognet blev dannet 1. december 2024 ved sammenlægning af Søndbjerg Sogn og Odby Sogn